# Tropheus moorii
Tropheus moorii é uma espécie de ciclídeo endêmica do Lago Tanganica, na África. Mais de 40 diferentes formas de cores dessa espécie estão espalhadas pelo lago, variando do verde-escuro ao vermelho-fogo e amarelo. Eles se alimentam principalmente de algas filamentosas nos ambientes rochosos que habitam. Os ovos de T. moorii são fertilizados e os filhotes são carregados na boca da fêmea enquanto eclodem e se desenvolvem.

## Territorialismo
Tanto os adultos machos quanto as fêmeas ocupam territórios individuais de alimentação. Os ciclídeos Tropheus moorii  que habitam territórios em maior profundidade tendem a ter tamanhos menores de corpo adulto e territórios maiores em comparação com os que vivem em áreas rasas. Os machos têm territórios maiores do que as fêmeas. Uma fêmea deixa seu território para formar um par com um macho e geralmente visita muitos territórios várias vezes antes de escolher um macho. Depois que o macho e a fêmea formam um par, a fêmea procura alimento em seu território por até três semanas sob sua proteção antes de desovar. Os ovários da fêmea não amadurecem totalmente até que ela se acasale com um macho e se alimente em seu território. Após a desova, a fêmea deixa o território do macho para ocupar uma pequena área não reclamada durante o período de desova. Em contraste com o movimento frequente das fêmeas, um macho geralmente permanece em seu território por meses, mesmo que nunca seja visitado por fêmeas.

### Interações entre espécies
Muitas vezes, os territórios de alimentação dos ciclídeos Tropheus moorii são adjacentes aos territórios de vizinhos conspecíficos e heteroespecíficos. Um macho de T. moorii geralmente corteja uma fêmea conspecífica, que visita seu território de alimentação.
No Lago Tanganica, eles coexistem com outros ciclídeos herbívoros, como P. trewavasae, P. orthognathus, P. polyodon e T. temporalis. Os indivíduos de T. moorii, P. polyodon e T. temporalis não são agressivos entre si, mas são agressivos com indivíduos de outras espécies e conspecíficos. Embora seus territórios frequentemente se sobreponham, os indivíduos das três espécies geralmente não interagem devido às diferenças alimentares existentes. Por exemplo, o P. polyodon e o P. trewavasae se alimentam principalmente de algas unicelulares em vez de algas filamentosas.
A sobreposição de territórios com P. polyodon pode beneficiar os indivíduos de T. moorii, pois P. polyodon remove o lodo da superfície da rocha enquanto se alimenta. Isso permite que T. moorii raspe facilmente as algas filamentosas das rochas. Ter territórios sobrepostos com P. trewavasae pode beneficiar os indivíduos de T. moorii porque ambos defendem seu território de indivíduos muito maiores de P. orthognathus. Eles também são capazes de afastá-los, ao passo que um ciclídeo Tropheus moorii individual pode não ser capaz de defender o território com sucesso. Esse é um exemplo de comensalismo, e não de mutualismo, pois os indivíduos defenderiam seus territórios independentemente disso.

### Hierarquias de dominância dependentes de tamanho
O T. moorii participa de hierarquias de dominância dependentes de tamanho ao defender o território de intrusos. Se um indivíduo se intrometer em um território de T. moorii, a interação pode ser um ataque unilateral (proprietário do território em direção ao intruso), uma exibição unilateral (barbatanas/cauda abertas e trêmulas para intimidar), um ataque mútuo ou exibições mútuas. Isso geralmente ocorre nas fronteiras dos territórios ou próximo a elas. Em um ataque unilateral, o proprietário do território persegue o intruso até que ele deixe o território.
As interações variam de acordo com o tamanho relativo do proprietário do território e do intruso. Os indivíduos tendem a realizar ataques unilaterais contra vizinhos menores do que eles e exibições unilaterais contra aqueles maiores do que eles. Os ataques podem ocorrer dentro ou fora do território de alimentação do proprietário do território, enquanto as exibições geralmente ocorrem dentro do território. As exibições são muito raras quando há uma grande diferença no tamanho do corpo (mais de 2,5 cm) e mais comuns quando a diferença é menor (menos de 2 cm). É muito provável que ocorram ataques mútuos quando os indivíduos são de tamanho semelhante. Os vizinhos (que têm um território adjacente) têm maior probabilidade de responder a um ataque com uma exibição em comparação com um não-vizinho. Em interações observadas especificamente entre indivíduos de P. orthognathus e T. moorii com territórios adjacentes, o peixe maior atacou o menor, independentemente da espécie, e não houve exibições.

## Acasalamento e reprodução
O sistema de acasalamento do T. moorii é a monogamia em série. Um macho e uma fêmea estabelecem um par monogâmico temporário e desovam. A fêmea cria os ovos e os alevinos sem a assistência direta do macho, de modo que, após a desova, o macho fica livre para formar pares com outras fêmeas. As ninhadas de T. moorii apresentam monogamia genética, com todos os ovos sendo fertilizados por um único macho. Outras espécies de ciclídeos que apresentam monogamia social semelhante no acasalamento, como o V. moorii [en], nem sempre apresentam monogamia genética devido à desova parasitária (machos fertilizando ovos de uma fêmea emparelhada com outro macho). A desova ocorre em uma superfície rochosa, com a fêmea colocando até 20 ovos de cor laranja brilhante. Os ovos são incubados por 30 a 35 dias e, quando os filhotes emergem da boca da mãe, já estão suficientemente avançados em seu desenvolvimento físico para viver como adultos.

### Alimentação bucal
A alimentação bucal se refere à alimentação que uma mãe faz para alimentar seus filhotes localizados em sua cavidade bucal. As fêmeas de T. moorii têm um investimento parental excepcionalmente alto em sua prole, pois produzem ovos grandes e alimentam seus filhotes por via bucal. Entre os ciclídeos, o T. moorii tem uma proporção muito alta entre o tamanho do ovo e o tamanho do corpo adulto. Nos estágios iniciais da alimentação bucal, a fêmea raramente se alimenta, mas depois que os ovos eclodem, ela começa a se alimentar para nutri-los. A mãe efetivamente passa fome durante o período de alimentação bucal, já que todo o alimento que ela ingere vai para alimentar os filhotes. Os sacos vitelinos dos ovos se esgotam por volta do 25º dia de alimentação bucal, mas os filhotes não são liberados por mais alguns dias, portanto, nesse período, todo o seu alimento deve vir da alimentação bucal. A alimentação bucal é dispendiosa em termos de energia para a fêmea, já que exige mais tempo nadando. Os filhotes que são alimentados desta forma são maiores, mais pesados e mais rápidos do que os filhotes não alimentados. Esses benefícios são muito vantajosos para os filhotes, pois reduzem o risco de predação, e o tamanho geralmente é o fator determinante em conflitos por recursos.

### Seleção sexual e polimorfismo

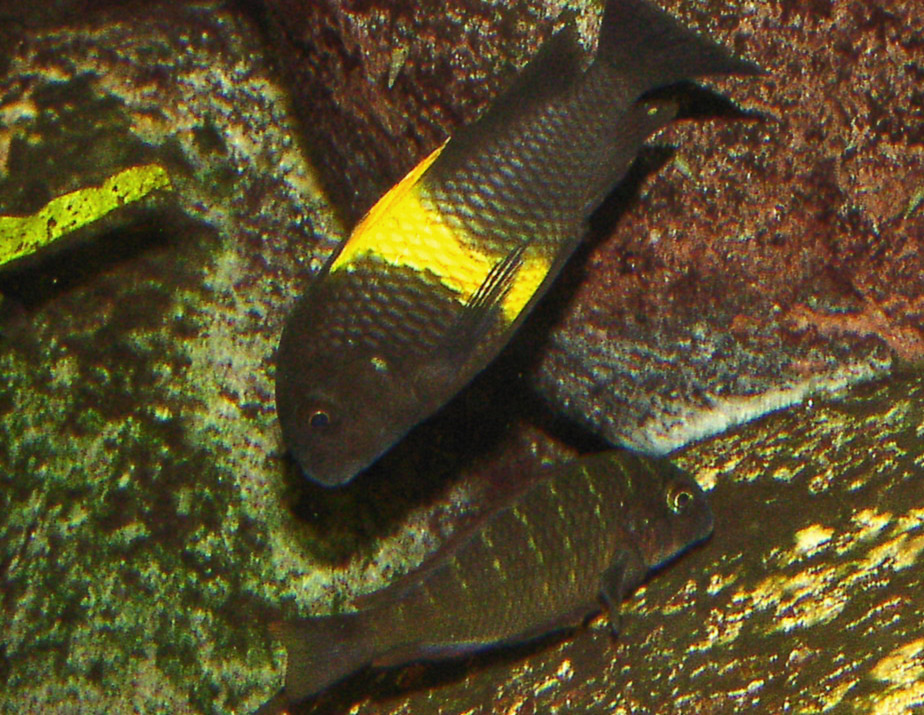
Duas das muitas variantes atualmente incluídas no T. moorii: "Kiriza" acima e "Kachese" abaixo.

Como os ciclídeos Tropheus moorii machos não cuidam da ninhada nem fazem outros investimentos parentais após a desova, a proporção operacional entre os sexos em uma população é fortemente inclinada para os machos. O sucesso reprodutivo de um macho varia de acordo com o número de vezes que ele pode acasalar durante sua vida. As fêmeas, ao discriminar entre os machos para decidir um parceiro, influenciam fortemente o sucesso reprodutivo dos machos. Experimentalmente, foi demonstrado que as fêmeas compartilham preferências pelos mesmos machos quando recebem dois para escolher, o que significa que alguns machos conseguem se reproduzir com mais frequência do que outros.
O T. moorii apresenta uma diversidade muito grande de polimorfismo, e a cor é um alvo típico para a seleção intersexual de escolha de parceiro. É mais provável que uma fêmea escolha um parceiro que tenha a mesma cor que ela, e provavelmente foi isso que impulsionou a proliferação e a manutenção dos muitas cores. Os indivíduos de T. moorii de uma determinada cor são normalmente encontrados na mesma área geográfica, de modo que as cores também são mantidas pelo isolamento relativo das populações de T. moorii. Há um nível de diferenças genéticas entre algumas populações, e é possível que elas representem espécies separadas.

## Diferenças entre os sexos
Como uma espécie sexualmente monomórfica, o T. moorii pode ser bastante desafiador para a sexagem. O lábio superior dos machos é mais proeminente (ou seja, maior) do que o das fêmeas. Os lábios dos machos, em média, também tendem a ser mais esbranquiçados, devido à constante agressão de bloqueio labial. Além disso, os machos tendem a ter um nariz virado para cima, enquanto as fêmeas tendem a ter uma inclinação maior e um nariz arredondado, tornando o formato de suas cabeças elipsoide. Os machos geralmente crescem em um ritmo mais rápido e exibem suas cores adultas mais cedo. A coloração dos machos também costuma ser mais ousada do que a das fêmeas, pois eles a exibem quando estão cortejando as fêmeas. Os machos adultos também tendem a ter um corpo mais profundo, enquanto as fêmeas parecem mais magras e aerodinâmicas.

## Alimentação e hábitat
O T. moorii é estritamente herbívoro, como todas as espécies de Tropheus. Eles passam a maior parte do tempo raspando as algas das rochas. Na natureza, são encontrados em baías rasas e na parte superior do lago, sobre recifes rochosos, onde a água é bastante iluminada, pois é onde as algas e outras matérias vegetais crescem mais densamente. Consequentemente, eles são adaptados à luz brilhante.

## Etimologia
O nome específico homenageia o descobridor dessa espécie, John Edmund Sharrock Moore [en] (1870-1947).